# Yousif Al-Zaabi
Yousef Al Zaabi (Arabic:يوسف الزعابي) (sinh ngày 15 tháng 1 năm 1986) là một cầu thủ bóng đá người Các Tiểu vương quốc Ả Rập Thống nhất. Hiện tại anh thi đấu cho Al-Wasl.